# Huitième circonscription de la Seine-Maritime
La huitième circonscription de la Seine-Maritime est l'une des 10 circonscriptions législatives que compte le département de la Seine-Maritime (76) situé en région Normandie.

## Description géographique et démographique

### De 1958 à 1986
La huitième circonscription était délimitée dans le Journal Officiel du 13-14 octobre 1958.
Elle était composée :
- Du canton de Bacqueville-en-Caux
- Du canton de Cany-Barville
- Du canton de Doudeville
- Du canton de Fauville-en-Caux
- Du canton de Fontaine-le-Dun
- Du canton d'Ourville-en-Caux
- Du canton de Saint-Valery-en-Caux
- Du canton de Tôtes
- Du canton de Valmont
- Du canton d'Yerville
- Du canton d'Yvetot.

### À partir de 1988
La huitième circonscription de la Seine-Maritime est délimitée par le découpage électoral de la loi no 86-1197 du 24 novembre 1986
, elle regroupait les divisions administratives suivantes :
- Canton du Havre-IV
- Canton du Havre-VIII
- Canton du Havre-IX
- Canton du Havre-X.

D'après le recensement général de la population en 1999, réalisé par l'Institut national de la statistique et des études économiques (INSEE) , la population de cette circonscription est estimée à 90 760 habitants,.
À la suite du redécoupage des circonscriptions législatives de 2010, la huitième circonscription regroupe désormais les cantons de : 
- Canton de Gonfreville-l'Orcher
- Canton du Havre-II
- Canton du Havre-III
- Canton du Havre-IV
- Canton du Havre-VIII
- Canton du Havre-IX

### Ancienne administration

#### Canton de Gonfreville-l'Orcher
| Période | Période  | Identité        | Étiquette | Qualité                      |
| ------- | -------- | --------------- | --------- | ---------------------------- |
| 1982    | 2004     | Gérard Eude     | PCF       | Maire d'Harfleur (1977-2003) |
| 2004    | En cours | François Guégan | PCF       | Maire d'Harfleur depuis 2003 |

#### Canton du Havre 2 (ancien Le Havre 3)
| Période | Période  | Identité           | Étiquette | Qualité                                                                         |
| ------- | -------- | ------------------ | --------- | ------------------------------------------------------------------------------- |
| 1945    | 1958     | René Cance         | PCF       | Maire du Havre (1956-1959 et 1965-1971) Député (1946-1951 et 1956-1958)         |
| 1958    | 1976     | André Duroméa      | PCF       | Député (1967-1986 et 1988-1993) Sénateur (1986-1988) Maire du Havre (1971-1994) |
| 1976    | 2001     | Maryvonne Rioual   | PCF       | Première adjointe au Maire du Havre (1994-1995)                                 |
| 2001    | En cours | Jean-Louis Jégaden | PCF       | Conseiller municipal du Havre                                                   |

#### Canton du Havre 3 (ancien Le Havre 4)
| Période | Période  | Identité               | Étiquette   | Qualité                                      |
| ------- | -------- | ---------------------- | ----------- | -------------------------------------------- |
| 1945    | 1973     | Louis Eudier           | PCF         | Adjoint au Maire du Havre Député (1956-1958) |
| 1973    | 2013     | Gérard Heuzé           | PCF puis PS | Vice-Président du Conseil général            |
| 2013    | En cours | Florence Martin-Péréon | PS          | 6ème Vice-présidente du Conseil général      |

#### Canton du Havre 4 (ancien Le Havre 5)
| Période | Période  | Identité             | Étiquette    | Qualité                                                                                             |
| ------- | -------- | -------------------- | ------------ | --------------------------------------------------------------------------------------------------- |
| 1945    | 1965     | Pierre Courant       | CNIP         | Maire du Havre (1941-1944 et 1947-1965) Président du Conseil Général (1958-1965) Député (1945-1962) |
| 1965    | 1973     | Maurice Georges      | UNR puis UDR | Député (1962-1975)                                                                                  |
| 1973    | 1992     | Antoine Rufenacht    | UDR puis RPR | Député (1975-1981 et 1986-1995) Maire du Havre (1995-2010) Président de la CODAH (2001-2010)        |
| 1992    | 2011     | Agathe Cahierre      | UDF puis UMP | Adjointe au Maire du Havre                                                                          |
| 2011    | En cours | Agnès Firmin-Le Bodo | UMP          | Adjointe au Maire du Havre                                                                          |

#### Canton du Havre 8
| Période | Période  | Identité        | Étiquette | Qualité |
| ------- | -------- | --------------- | --------- | ------- |
| 1982    | En cours | Mireille Garcia | PCF       |         |

#### Canton du Havre 9
| Période | Période  | Identité       | Étiquette | Qualité                           |
| ------- | -------- | -------------- | --------- | --------------------------------- |
| 1982    | En cours | Michel Barrier | PCF       | Vice-Président du Conseil général |

### Administration actuelle

#### Canton du Havre 1
| Période élective | Période élective | Mandat | Mandat   | Identité                   | Nuance | Nuance | Qualité                    |
| ---------------- | ---------------- | ------ | -------- | -------------------------- | ------ | ------ | -------------------------- |
| 2015             | 2021             | 2015   | en cours | Christian Duval            |        | LR     | Adjoint au maire du Havre  |
| 2015             | 2021             | 2015   | en cours | Florence Thibaudeau-Rainot |        | LR     | Adjointe au maire du Havre |

Uniquement les bureaux 19 à 25 de la ville du Havre.

#### Canton du Havre 2
| Période élective | Période élective | Mandat | Mandat   | Identité       | Nuance | Nuance | Qualité                               |
| ---------------- | ---------------- | ------ | -------- | -------------- | ------ | ------ | ------------------------------------- |
| 2015             | 2021             | 2015   | en cours | Jérôme Dubost  |        | PS     | Conseiller municipal de Montivilliers |
| 2015             | 2021             | 2015   | en cours | Nacéra Vieuble |        | PS     |                                       |

Uniquement les bureaux 1 à 6 de la ville du Havre ainsi que la commune d'Harfleur.

#### Canton du Havre 3
| Période élective | Période élective | Mandat | Mandat   | Identité        | Nuance | Nuance | Qualité                                     |
| ---------------- | ---------------- | ------ | -------- | --------------- | ------ | ------ | ------------------------------------------- |
| 2015             | 2021             | 2015   | en cours | Jean-Paul Lecoq |        | PCF    | Maire de Gonfreville-l'Orcher (depuis 1995) |
| 2015             | 2021             | 2015   | en cours | Sophie Hervé    |        | PCF    |                                             |

Uniquement les bureaux 1 à 9 de la ville du Havre ainsi que les communes de Gainneville et de Gonfreville-l'Orcher.

#### Canton du Havre 4
| Période élective | Période élective | Mandat | Mandat   | Identité           | Nuance | Nuance | Qualité                    |
| ---------------- | ---------------- | ------ | -------- | ------------------ | ------ | ------ | -------------------------- |
| 2015             | 2021             | 2015   | en cours | Sébastien Tasserie |        | UMP    | Adjoint au maire du Havre  |
| 2015             | 2021             | 2015   | en cours | Louisa Couppey     |        | DVD    | Adjointe au maire du Havre |

Uniquement les bureaux 4 à 25 de la ville du Havre.

#### Canton du Havre 5
| Période élective | Période élective | Mandat | Mandat   | Identité             | Nuance | Nuance | Qualité                    |
| ---------------- | ---------------- | ------ | -------- | -------------------- | ------ | ------ | -------------------------- |
| 2015             | 2021             | 2015   | en cours | Agnès Firmin-Le Bodo |        | LR     | Adjointe au maire du Havre |
| 2015             | 2021             | 2015   | en cours | Patrick Teissère     |        | LR     | Adjoint au maire du Havre  |

Uniquement les bureaux 4 à 13 de la ville du Havre.

#### Canton du Havre 6
| Période élective | Période élective | Mandat | Mandat   | Identité                 | Nuance | Nuance | Qualité                                  |
| ---------------- | ---------------- | ------ | -------- | ------------------------ | ------ | ------ | ---------------------------------------- |
| 2015             | 2021             | 2015   | en cours | Luc Lemonnier            |        | LR     | Adjoint au maire du Havre                |
| 2015             | 2021             | 2015   | en cours | Christelle Msica-Guérout |        | UDI    | Conseillère municipale de Sainte-Adresse |

Uniquement les bureaux 1 et 2 de la ville du Havre.

## Historique des députations

### Depuis 1988
| Législature | Début de mandat | Fin de mandat  | Député             | Parti politique | Observations |
| ----------- | --------------- | -------------- | ------------------ | --------------- | --- |
| IXe         | 23 juin 1988    | 1er avril 1993 | André Duroméa      | PCF             | Maire du Havre (démissionnaire en 1994) |
| Xe          | 2 avril 1993    | 21 avril 1997  | Daniel Colliard    | PCF             | Premier adjoint au Maire du Havre (depuis 1971) Maire (jusqu'en 1995) Mandat écourté à la suite d'une dissolution parlementaire décidée par Jacques Chirac. |
| XIe         | 12 juin 1997    | 18 juin 2002   | Daniel Paul        | PCF             | Conseiller général du Havre-7 (1994-2001) Conseiller régional de Haute-Normandie (1993-1997)                                                                |
| XIIe        | 19 juin 2002    | 19 juin 2007   | Daniel Paul        | PCF             | Conseiller municipal du Havre (depuis 1977) Ancien adjoint au Maire (jusqu'en 1994)                                                                         |
| XIIIe       | 20 juin 2007    | 19 juin 2012   | Daniel Paul        | PCF             | Conseiller municipal du Havre |
| XIVe        | 20 juin 2012    | 20 juin 2017   | Catherine Troallic | PS              | Conseillère municipale du Havre (2008-2012) Conseillère régionale de Haute-Normandie (depuis 2010)                                                          |
| XVe         | 21 juin 2017    | 21 juin 2022   | Jean-Paul Lecoq    | PCF             | Maire de Gonfreville-l'Orcher (1995-2017) Vice-président de la CODAH (depuis 2001) Conseiller départemental du canton du Havre-3 (2015-2017)                |
| XVIe        | 22 juin 2022    | 9 juin 2024    | Jean-Paul Lecoq    | PCF             | Mandat écourté à la suite d'une dissolution parlementaire décidée par Emmanuel Macron.                                                                      |
| XVIIe       | 8 juillet 2024  | En cours       | Jean-Paul Lecoq    | PCF             | |

## Historique des élections
Voici la liste des résultats aux élections législatives dans l'anciennement septième circonscription devenue huitième depuis le découpage électoral de 1986 et agrandit lors du Redécoupage des circonscriptions législatives françaises de 2010 dans le but de réduire de 12 à 10 le nombre de circonscriptions en Seine-Maritime faisant ainsi diminuer la surreprésentation de la circonscription.

### Élections législatives de 1958
| Candidat                    | Candidat            | Parti          | Premier tour | Premier tour | Second tour | Second tour |  |
| Candidat                    | Candidat            | Parti          | Voix         | %            | Voix        | %           |  |
| --------------------------- | ------------------- | -------------- | ------------ | ------------ | ----------- | ----------- |  |
|                             | Robert Grèverie élu | CNIP           | 9 395        | 24,59        | 14 119      | 36,23       |  |
|                             | Gaston Delacroix    | MRP            | 6 402        | 16,75        | 7 266       | 18,60       |  |
|                             | Jean Cortier        | Modérés        | 5 440        | 14,24        | Retrait     | Retrait     |  |
|                             | Roger Fossé         | UNR            | 5 427        | 14,20        | 7 727       | 19,81       |  |
|                             | Jean Malivoir       | Radsoc         | 5 106        | 13,36        | 4 546       | 11,65       |  |
|                             | Jacques Eberhard    | PCF            | 5 088        | 13,31        | 5 340       | 13,69       |  |
|                             | Roger Léger         | UFF            | 1 362        | 3,56         |             |             |  |
|                             |                     |                |              |              |             |             |  |
| Inscrits                    | Inscrits            | Inscrits       | 52 734       | 100,00       | 52 734      | 100,00      |  |
| Abstentions                 | Abstentions         | Abstentions    | 12 521       | 23,74        | 12 767      | 24,21       |  |
| Votants                     | Votants             | Votants        | 40 213       | 76,26        | 39 967      | 75,79       |  |
| Blancs et nuls              | Blancs et nuls      | Blancs et nuls | 1 993        | 4,96         | 969         | 2,42        |  |
| Exprimés                    | Exprimés            | Exprimés       | 38 220       | 95,04        | 38 998      | 97,58       |  |
| Source : Gallica et CEVIPOF |                     |                |              |              |             |             |  |

Le suppléant de Robert Grèverie était Joseph Duclos, conseiller général du canton d'Yerville, maire de Bourdainville (décédé en 1961).

### Élections législatives de 1962
| Candidat                    | Candidat                      | Parti          | Premier tour | Premier tour | Second tour | Second tour |  |
| Candidat                    | Candidat                      | Parti          | Voix         | %            | Voix        | %           |  |
| --------------------------- | ----------------------------- | -------------- | ------------ | ------------ | ----------- | ----------- |  |
|                             | Roger Fossé élu               | UNR-UDT        | 9 818        | 28,88        | 19 722      | 55,27       |  |
|                             | Jean-Jacques Servan-Schreiber | Radsoc         | 8 890        | 26,15        | 15 958      | 44,73       |  |
|                             | Robert Grèverie sortant       | CNIP           | 8 031        | 23,62        | Retrait     | Retrait     |  |
|                             | Jacques Eberhard              | PCF            | 4 381        | 12,89        | Retrait     | Retrait     |  |
|                             | Gaston Delacroix              | MRP            | 2 875        | 8,46         | Retrait     | Retrait     |  |
|                             |                               |                |              |              |             |             |  |
| Inscrits                    | Inscrits                      | Inscrits       | 51 608       | 100,00       | 51 565      | 100,00      |  |
| Abstentions                 | Abstentions                   | Abstentions    | 16 008       | 31,02        | 13 693      | 26,55       |  |
| Votants                     | Votants                       | Votants        | 35 600       | 68,98        | 37 872      | 73,45       |  |
| Blancs et nuls              | Blancs et nuls                | Blancs et nuls | 1 605        | 4,51         | 2 192       | 5,79        |  |
| Exprimés                    | Exprimés                      | Exprimés       | 33 995       | 95,49        | 35 680      | 94,21       |  |
| Source : Gallica et CEVIPOF |                               |                |              |              |             |             |  |

Le suppléant de Roger Fossé était Jean Cortier, ingénieur agronome.

### Élections législatives de 1967
| Candidat                    | Candidat                  | Parti          | Premier tour | Premier tour | Second tour | Second tour |  |
| Candidat                    | Candidat                  | Parti          | Voix         | %            | Voix        | %           |  |
| --------------------------- | ------------------------- | -------------- | ------------ | ------------ | ----------- | ----------- |  |
|                             | Roger Fossé sortant réélu | UD-Ve          | 18 665       | 46,27        | 21 356      | 54,67       |  |
|                             | Pierre Bobée              | FGDS (CIR)     | 9 489        | 23,52        | 17 701      | 45,33       |  |
|                             | Pierre Menet              | PCF            | 6 364        | 15,77        | Retrait     | Retrait     |  |
|                             | Robert Grèverie           | CD (PDM)       | 5 821        | 14,43        | Retrait     | Retrait     |  |
|                             |                           |                |              |              |             |             |  |
| Inscrits                    | Inscrits                  | Inscrits       | 50 316       | 100,00       | 50 311      | 100,00      |  |
| Abstentions                 | Abstentions               | Abstentions    | 8 753        | 17,4         | 9 866       | 19,61       |  |
| Votants                     | Votants                   | Votants        | 41 563       | 82,6         | 40 445      | 80,39       |  |
| Blancs et nuls              | Blancs et nuls            | Blancs et nuls | 1 224        | 2,94         | 1 388       | 3,43        |  |
| Exprimés                    | Exprimés                  | Exprimés       | 40 339       | 97,06        | 39 057      | 96,57       |  |
| Source : Gallica et CEVIPOF |                           |                |              |              |             |             |  |

Le suppléant de Roger Fossé était Bernard Thélu, docteur-vétérinaire, maire de Fauville-en-Caux.

### Élections législatives de 1968
|                             | Roger Fossé sortant réélu | UDR (URP)      | 24 317 | 58,16  |  |  |  |
|                             | Pierre Bobée              | FGDS (CIR)     | 7 285  | 17,42  |  |  |  |
|                             | Michel Poimbœuf           | CD (PDM)       | 5 183  | 12,42  |  |  |  |
|                             | Pierre Menet              | PCF            | 5 026  | 12,02  |  |  |  |
|                             |                           |                |        |        |  |  |  |
| Inscrits                    | Inscrits                  | Inscrits       | 50 363 | 100,00 |  |  |  |
| Abstentions                 | Abstentions               | Abstentions    | 7 622  | 15,13  |  |  |  |
| Votants                     | Votants                   | Votants        | 42 741 | 84,87  |  |  |  |
| Blancs et nuls              | Blancs et nuls            | Blancs et nuls | 930    | 2,18   |  |  |  |
| Exprimés                    | Exprimés                  | Exprimés       | 41 811 | 97,82  |  |  |  |
| Source : Gallica et CEVIPOF |                           |                |        |        |  |  |  |

Le suppléant de Roger Fossé était Jacques Couture.

### Élections législatives de 1973
| Candidat                    | Candidat                  | Parti          | Premier tour | Premier tour | Second tour | Second tour |  |
| Candidat                    | Candidat                  | Parti          | Voix         | %            | Voix        | %           |  |
| --------------------------- | ------------------------- | -------------- | ------------ | ------------ | ----------- | ----------- |  |
|                             | Roger Fossé sortant réélu | UDR (URP)      | 20 489       | 47,37        | 24 001      | 57,88       |  |
|                             | Pierre Bobée              | MRG (UGSD)     | 9 717        | 22,46        | 17 462      | 42,11       |  |
|                             | Pierre Menet              | PCF            | 6 612        | 15,28        | Retrait     | Retrait     |  |
|                             | Michel Poimbœuf           | CD (MR)        | 6 429        | 14,86        | Retrait     | Retrait     |  |
|                             |                           |                |              |              |             |             |  |
| Inscrits                    | Inscrits                  | Inscrits       | 51 898       | 100,00       | 51 885      | 100,00      |  |
| Abstentions                 | Abstentions               | Abstentions    | 7 562        | 14,57        | 8 702       | 16,77       |  |
| Votants                     | Votants                   | Votants        | 44 336       | 85,43        | 43 183      | 83,23       |  |
| Blancs et nuls              | Blancs et nuls            | Blancs et nuls | 1 089        | 2,46         | 1 720       | 3,98        |  |
| Exprimés                    | Exprimés                  | Exprimés       | 43 247       | 97,54        | 41 463      | 96,02       |  |
| Source : Gallica et CEVIPOF |                           |                |              |              |             |             |  |

Le suppléant de Roger Fossé était le Docteur Jacques Couture, conseiller général, maire de Saint-Valery-en-Caux .

### Élections législatives de 1978
| Candidat                    | Candidat                  | Parti             | Premier tour | Premier tour | Second tour | Second tour |  |
| Candidat                    | Candidat                  | Parti             | Voix         | %            | Voix        | %           |  |
| --------------------------- | ------------------------- | ----------------- | ------------ | ------------ | ----------- | ----------- |  |
|                             | Roger Fossé sortant réélu | RPR               | 24 869       | 48,42        | 28 754      | 55,43       |  |
|                             | Jean-Yves Merle           | PS                | 8 142        | 15,85        | 23 125      | 44,58       |  |
|                             | Janine Menet              | PCF               | 7 874        | 15,33        | Retrait     | Retrait     |  |
|                             | Pierre Bobée              | MRG               | 5 600        | 10,90        |             |             |  |
|                             | Constant Lecœur           | Divers écologiste | 2 236        | 4,35         |             |             |  |
|                             | Sandra Rosendale          | LO                | 1 129        | 2,19         |             |             |  |
|                             | Jean-Marc Malet           | Divers (GO)       | 1 029        | 2,00         |             |             |  |
|                             | Janine Nicolet            | FN                | 473          | 0,92         |             |             |  |
|                             |                           |                   |              |              |             |             |  |
| Inscrits                    | Inscrits                  | Inscrits          | 60 211       | 100,00       | 60 207      | 100,00      |  |
| Abstentions                 | Abstentions               | Abstentions       | 7 773        | 12,91        | 7 258       | 12,06       |  |
| Votants                     | Votants                   | Votants           | 52 438       | 87,09        | 52 949      | 87,94       |  |
| Blancs et nuls              | Blancs et nuls            | Blancs et nuls    | 1 086        | 2,07         | 1 070       | 2,02        |  |
| Exprimés                    | Exprimés                  | Exprimés          | 51 352       | 97,93        | 51 879      | 97,98       |  |
| Source : Gallica et CEVIPOF |                           |                   |              |              |             |             |  |

Jacques Couture était le suppléant de Roger Fossé.

### Élections législatives de 1981
|                | Roger Fossé sortant réélu | RPR (UNM)         | 25 092 | 50,55  |  |  |  |
|                | Jean-Yves Merle           | PS                | 18 792 | 37,86  |  |  |  |
|                | Janine Menet              | PCF               | 3 858  | 7,77   |  |  |  |
|                | Constant Lecoeur          | Divers écologiste | 1 893  | 3,81   |  |  |  |
|                |                           |                   |        |        |  |  |  |
| Inscrits       | Inscrits                  | Inscrits          | 64 393 | 100,00 |  |  |  |
| Abstentions    | Abstentions               | Abstentions       | 14 177 | 22,02  |  |  |  |
| Votants        | Votants                   | Votants           | 50 216 | 77,98  |  |  |  |
| Blancs et nuls | Blancs et nuls            | Blancs et nuls    | 581    | 1,16   |  |  |  |
| Exprimés       | Exprimés                  | Exprimés          | 49 635 | 98,84  |  |  |  |

Jacques Couture était le suppléant de Roger Fossé.

### Élections législatives de 1986 (total Seine-Maritime)
| Parti          | Parti          | Circonscription | Circonscription | Seine Maritime | Seine Maritime | Sièges |
| Parti          | Parti          | Voix            | %               | Voix           | %              | Sièges |
| -------------- | -------------- | --------------- | --------------- | -------------- | -------------- | ------ |
|                | RPR-UDF        | 10 249          | 26,59           | 233 910        | 39,36          | 5      |
|                | PS-MRG         | 11 811          | 30,65           | 211 198        | 35,54          | 5      |
|                | PCF            | 10 574          | 27,44           | 71 712         | 12,07          | 1      |
|                | FN             | 3 562           | 9,24            | 39 982         | 6,73           | 1      |
|                | LO             | 1 025           | 2,66            | 16 584         | 2,79           | 0      |
|                | Écologistes    | 775             | 2,01            | 11 670         | 1,96           | 0      |
|                | DVG            | 389             | 1,01            | 6 303          | 1,06           | 0      |
|                | DVD            | 155             | 0,40            | 2 898          | 0,49           | 0      |
|                |                |                 |                 |                |                |        |
| Inscrits       | Inscrits       | 57 543          | 100,00          | 798 272        | 100,0          |        |
| Abstentions    | Abstentions    | 17 464          | 30,35           | 179 206        | 22,45          |        |
| Votants        | Votants        | 40 079          | 69,65           | 619 066        | 77,55          |        |
| Blancs et nuls | Blancs et nuls | 1 539           | 3,84            | 24 809         | 4,01           |        |
| Exprimés       | Exprimés       | 38 540          | 96,16           | 594 257        | 95,99          |        |

- Députés élus
  - Laurent Fabius (PS)
  - Pierre Bourguignon (PS)
  - Joseph Menga (PS)
  - Paul Dhaille (PS)
  - Jean Beaufils (PS)
  - Roland Leroy (PCF)
  - Jean Lecanuet (UDF) qui fut remplacé par Roger Fossé (RPR)
  - Antoine Rufenacht (RPR)
  - Charles Revet (UDF)
  - Georges Delatre (RPR)
  - Jean Allard  (UDF)
  - Dominique Chaboche (FN)

### Élections législatives de 1988
| Candidat       | Candidat          | Parti           | Premier tour | Premier tour | Second tour | Second tour |
| Candidat       | Candidat          | Parti           | Voix         | %            | Voix        | %           |
| -------------- | ----------------- | --------------- | ------------ | ------------ | ----------- | ----------- |
|                | André Duroméa élu | PCF             | 13 749       | 41,95        | 19 061      | 100,00      |
|                | Joseph Menga      | PS              | 9 581        | 29,23        | Retrait     | Retrait     |
|                | Annick Faury      | UDF (CDS) (URC) | 6 333        | 19,32        |             |             |
|                | Gérard Blondel    | FN              | 3 114        | 9,50         |             |             |
|                |                   |                 |              |              |             |             |
| Inscrits       | Inscrits          | Inscrits        | 57 152       | 100,00       | 57 152      | 100,00      |
| Abstentions    | Abstentions       | Abstentions     | 23 805       | 41,65        | 32 447      | 56,77       |
| Votants        | Votants           | Votants         | 33 347       | 58,35        | 24 705      | 43,23       |
| Blancs et nuls | Blancs et nuls    | Blancs et nuls  | 570          | 1,71         | 5 644       | 22,85       |
| Exprimés       | Exprimés          | Exprimés        | 32 777       | 98,29        | 19 061      | 77,15       |

Daniel Colliard, conseiller régional, premier adjoint au maire du Havre était le suppléant d'André Duroméa.

### Élections législatives de 1993
| Candidat       | Candidat                    | Parti             | Premier tour | Premier tour | Second tour | Second tour |
| Candidat       | Candidat                    | Parti             | Voix         | %            | Voix        | %           |
| -------------- | --------------------------- | ----------------- | ------------ | ------------ | ----------- | ----------- |
|                | Daniel Colliard élu         | PCF               | 8 878        | 26,77        | 17 936      | 54,42       |
|                | Agathe Cahierre             | UDF (CDS)         | 8 379        | 25,26        | 15 020      | 45,58       |
|                | Philippe Fouché-Saillenfest | FN                | 5 929        | 17,87        |             |             |
|                | Joseph Menga                | PS (ADFP)         | 4 514        | 13,61        |             |             |
|                | Bernard Despierre           | GÉ (EÉ)           | 2 249        | 6,78         |             |             |
|                | Lucienne Kirche             | LT-LNÉ            | 976          | 2,94         |             |             |
|                | Martine Leplanquois         | LO                | 645          | 1,94         |             |             |
|                | Alain Guillemet             | PT                | 536          | 1,62         |             |             |
|                | Jean-Denis Chevereau        | Divers écologiste | 503          | 1,52         |             |             |
|                | Olivier de Noyette          | CNIP              | 291          | 0,88         |             |             |
|                | Dominique Maresq            | UÉD               | 270          | 0,81         |             |             |
|                |                             |                   |              |              |             |             |
| Inscrits       | Inscrits                    | Inscrits          | 55 863       | 100,00       | 55 862      | 100,00      |
| Abstentions    | Abstentions                 | Abstentions       | 20 892       | 37,40        | 20 401      | 36,52       |
| Votants        | Votants                     | Votants           | 34 971       | 62,60        | 35 461      | 63,48       |
| Blancs et nuls | Blancs et nuls              | Blancs et nuls    | 1 799        | 5,15         | 2 505       | 7,06        |
| Exprimés       | Exprimés                    | Exprimés          | 33 170       | 94,85        | 32 956      | 92,94       |

Le suppléant de Daniel Colliard était Jean-Louis Jégaden, conseiller municipal du Havre, responsable syndical aux ateliers et chantiers du Havre.

### Élections législatives de 1997
| Candidat       | Candidat                    | Parti                | Premier tour | Premier tour | Second tour | Second tour |  |
| Candidat       | Candidat                    | Parti                | Voix         | %            | Voix        | %           |  |
| -------------- | --------------------------- | -------------------- | ------------ | ------------ | ----------- | ----------- |  |
|                | Daniel Paul élu             | PCF                  | 9 140        | 27,62        | 21 132      | 66,74       |  |
|                | Philippe Fouché-Saillenfest | FN                   | 7 333        | 22,16        | 10 529      | 33,26       |  |
|                | Maryse Barec                | PS                   | 6 743        | 20,37        |             |             |  |
|                | Agathe Cahierre             | UDF (FD)             | 5 795        | 17,51        |             |             |  |
|                | Édouard Delarue             | GÉ                   | 1 065        | 3,22         |             |             |  |
|                | Pierre Dieulafait           | Les Verts            | 927          | 2,80         |             |             |  |
|                | Allain Guillemet            | Extrême gauche (PT)  | 581          | 1,76         |             |             |  |
|                | Philippe Darcel             | LDI (MPF)            | 433          | 1,31         |             |             |  |
|                | Véronique Bréant            | Extrême gauche (LCR) | 421          | 1,27         |             |             |  |
|                | Gilles Galipot              | Divers gauche (US4J) | 350          | 1,06         |             |             |  |
|                | Gérald Auger                | Extrême droite       | 177          | 0,53         |             |             |  |
|                | Marcel Germaine             | Divers gauche        | 132          | 0,40         |             |             |  |
|                |                             |                      |              |              |             |             |  |
| Inscrits       | Inscrits                    | Inscrits             | 54 873       | 100,00       | 54 857      | 100,00      |  |
| Abstentions    | Abstentions                 | Abstentions          | 20 449       | 37,27        | 19 774      | 36,05       |  |
| Votants        | Votants                     | Votants              | 34 424       | 62,73        | 35 083      | 63,95       |  |
| Blancs et nuls | Blancs et nuls              | Blancs et nuls       | 1 327        | 3,85         | 3 422       | 9,75        |  |
| Exprimés       | Exprimés                    | Exprimés             | 33 097       | 96,15        | 31 661      | 90,25       |  |

La suppléante de Daniel Paul était Mireille Garcia, conseillère générale du canton du Havre-8, ouvrière.

### Élections législatives de 2002
| Candidat       | Candidat                    | Parti             | Premier tour | Premier tour | Second tour | Second tour |
| Candidat       | Candidat                    | Parti             | Voix         | %            | Voix        | %           |
| -------------- | --------------------------- | ----------------- | ------------ | ------------ | ----------- | ----------- |
|                | Daniel Paul sortant réélu   | PCF (PS)          | 8 708        | 31,51        | 14 763      | 57,46       |
|                | Édouard Philippe            | UMP (UDF)         | 7 742        | 28,02        | 10 928      | 42,54       |
|                | Nadine Le Monnier           | FN                | 4 021        | 14,55        |             |             |
|                | Éric Donfu                  | Divers gauche     | 2 847        | 10,30        |             |             |
|                | Philippe Fouché-Saillenfest | MNR               | 1 180        | 4,27         |             |             |
|                | Jérôme Deschamps            | Les Verts         | 842          | 3,05         |             |             |
|                | Pierre Jeanne               | LCR               | 610          | 2,21         |             |             |
|                | Sylvie Longuet              | LO                | 448          | 1,62         |             |             |
|                | Françoise Moreau            | Pôle républicain  | 368          | 1,33         |             |             |
|                | Erick Berne                 | CPNT              | 330          | 1,19         |             |             |
|                | Sylviane Simon              | Divers écologiste | 228          | 0,83         |             |             |
|                | Georges Aurigny             | PT                | 120          | 0,43         |             |             |
|                | Marc Stella                 | GÉ                | 103          | 0,37         |             |             |
|                | Gérald Auger                | MÉI               | 85           | 0,31         |             |             |
|                |                             |                   |              |              |             |             |
| Inscrits       | Inscrits                    | Inscrits          | 52 613       | 100,00       | 52 613      | 100,00      |
| Abstentions    | Abstentions                 | Abstentions       | 24 474       | 46,52        | 26 092      | 49,59       |
| Votants        | Votants                     | Votants           | 28 139       | 53,48        | 26 521      | 50,41       |
| Blancs et nuls | Blancs et nuls              | Blancs et nuls    | 507          | 1,80         | 830         | 3,13        |
| Exprimés       | Exprimés                    | Exprimés          | 27 632       | 98,20        | 25 691      | 96,87       |

La suppléante de Daniel Paul était Mireille Garcia.

### Élections législatives de 2007
| Candidat       | Candidat                      | Parti          | Premier tour | Premier tour | Second tour | Second tour |  |
| Candidat       | Candidat                      | Parti          | Voix         | %            | Voix        | %           |  |
| -------------- | ----------------------------- | -------------- | ------------ | ------------ | ----------- | ----------- |  |
|                | Agathe Cahierre               | UMP            | 8 683        | 34,34        | 10 689      | 42,57       |  |
|                | Daniel Paul sortant réélu     | PCF            | 6 369        | 25,19        | 14 423      | 57,43       |  |
|                | Najwa Confaits                | PS             | 4 512        | 17,85        |             |             |  |
|                | Jean-François Touzé           | FN             | 1 755        | 6,94         |             |             |  |
|                | Florent Saint-Martin          | UDF–MoDem      | 1 271        | 5,03         |             |             |  |
|                | Éric Donfu                    | Divers gauche  | 612          | 2,42         |             |             |  |
|                | Gilles Houdouin               | LCR            | 463          | 1,83         |             |             |  |
|                | Jérôme Deschamps              | Les Verts      | 447          | 1,77         |             |             |  |
|                | Jean-Denis Leuk               | PRG            | 336          | 1,33         |             |             |  |
|                | Sylviane Simon                | LT-LNÉ         | 329          | 1,30         |             |             |  |
|                | Rodolphe Grosset              | NC             | 166          | 0,66         |             |             |  |
|                | Patrick Lefebvre Le Briquer   | PT             | 131          | 0,52         |             |             |  |
|                | Frédéric Proguszer            | LO             | 127          | 0,50         |             |             |  |
|                | Abderrahmane Chakour-Djelthia | FEA            | 81           | 0,32         |             |             |  |
|                |                               |                |              |              |             |             |  |
| Inscrits       | Inscrits                      | Inscrits       | 52 299       | 100,00       | 52 300      | 100,00      |  |
| Abstentions    | Abstentions                   | Abstentions    | 26 184       | 50,07        | 26 199      | 50,09       |  |
| Votants        | Votants                       | Votants        | 26 115       | 49,93        | 26 101      | 49,91       |  |
| Blancs et nuls | Blancs et nuls                | Blancs et nuls | 833          | 3,19         | 989         | 3,79        |  |
| Exprimés       | Exprimés                      | Exprimés       | 25 282       | 96,81        | 25 112      | 96,21       |  |

### Élections législatives de 2012
Député sortant : Daniel Paul (PCF)
| Candidat       | Candidat                    | Parti          | Premier tour | Premier tour | Second tour | Second tour |
| Candidat       | Candidat                    | Parti          | Voix         | %            | Voix        | %           |
| -------------- | --------------------------- | -------------- | ------------ | ------------ | ----------- | ----------- |
|                | Catherine Troallic élue     | PS             | 10 182       | 30,50        | 17 959      | 100,00      |
|                | Jean-Paul Lecoq sortant     | FG (PCF)       | 10 099       | 30,26        | Retrait     | Retrait     |
|                | Agnès Canayer               | UMP            | 6 555        | 19,64        |             |             |
|                | Philippe Fouché-Saillenfest | RBM (FN)       | 4 875        | 14,60        |             |             |
|                | Pierre Dieulafait           | EÉLV           | 803          | 2,41         |             |             |
|                | Bruno Hirout                | PDF            | 332          | 0,99         |             |             |
|                | Ariane Delamarre            | NC             | 316          | 0,95         |             |             |
|                | Daniel Dieudonné            | LO             | 163          | 0,49         |             |             |
|                | Wilfried Nzue Edzang        | Sans étiquette | 54           | 0,16         |             |             |
|                |                             |                |              |              |             |             |
| Inscrits       | Inscrits                    | Inscrits       | 70 545       | 100,00       | 70 540      | 100,00      |
| Abstentions    | Abstentions                 | Abstentions    | 36 518       | 51,77        | 45 708      | 64,80       |
| Votants        | Votants                     | Votants        | 34 027       | 48,23        | 24 832      | 35,20       |
| Blancs et nuls | Blancs et nuls              | Blancs et nuls | 648          | 1,90         | 6 873       | 27,68       |
| Exprimés       | Exprimés                    | Exprimés       | 33 379       | 98,10        | 17 959      | 72,32       |

À l'issue du premier tour, la candidate PS est arrivée en tête suivie de près par le député sortant issu de l'ancienne sixième circonscription et plus particulièrement du canton de Gonfreville-l'Orcher dont les communes sont toutes trois administrées par le Front de gauche, l'une par le Parti de gauche (Gainneville en la personne de Hubert Benard) et les autres par le PCF (Harfleur en la personne de François Guégan et Gonfreville-l'Orcher par Jean-Paul Lecoq lui-même).
Celui-ci appliqua le désistement républicain traditionnel à la gauche et par cela favorisa l'élection d'une députée autre que communiste pour la première fois depuis le début de la Cinquième République.

### Élections législatives de 2017
- Députée sortante : Catherine Troallic (PS)

|                                                                                   |                                                                            |                           |                           |                          |                          |
|                                                                                   |                                                                            | Premier tour 11 juin 2017 | Premier tour 11 juin 2017 | Second tour 18 juin 2017 | Second tour 18 juin 2017 |
|                                                                                   |                                                                            |                           |                           |                          |                          |
|                                                                                   |                                                                            | Nombre                    | % des inscrits            | Nombre                   | % des inscrits           |
| Inscrits                                                                          | Inscrits                                                                   | 67 666                    | 100,00                    | 67 666                   | 100,00                   |
| Abstentions                                                                       | Abstentions                                                                | 39 868                    | 58,92                     | 43 876                   | 64,84                    |
| Votants                                                                           | Votants                                                                    | 27 798                    | 41,08                     | 23 790                   | 35,16                    |
|                                                                                   |                                                                            |                           | % des votants             |                          | % des votants            |
| Bulletins blancs                                                                  | Bulletins blancs                                                           | 641                       | 2,31                      | 1 548                    | 6,51                     |
| Bulletins nuls                                                                    | Bulletins nuls                                                             | 15                        | 0,05                      | 55                       | 0,23                     |
| Suffrages exprimés                                                                | Suffrages exprimés                                                         | 27 142                    | 97,64                     | 22 187                   | 93,26                    |
|                                                                                   |                                                                            |                           |                           |                          |                          |
| Candidat Étiquette politique (partis et alliances)                                | Candidat Étiquette politique (partis et alliances)                         | Voix                      | % des exprimés            | Voix                     | % des exprimés           |
|                                                                                   |                                                                            |                           |                           |                          |                          |
|                                                                                   | Jean-Paul Lecoq Parti communiste français élu                              | 7 011                     | 25,83                     | 13 911                   | 62,70                    |
|                                                                                   | Béatrice Delamotte La République en marche                                 | 6 107                     | 22,50                     | 8 276                    | 37,30                    |
|                                                                                   | Damien Lenoir Front national                                               | 3 931                     | 14,48                     |                          |                          |
|                                                                                   | Sébastien Tasserie Les Républicains (Union des démocrates et indépendants) | 3 658                     | 13,48                     |                          |                          |
|                                                                                   | François Panchout La France insoumise                                      | 3 328                     | 12,26                     |                          |                          |
|                                                                                   | Catherine Troallic (députée sortante) Parti socialiste                     | 1 652                     | 6,09                      |                          |                          |
|                                                                                   | Joséphine Landormi Europe Écologie Les Verts                               | 775                       | 2,86                      |                          |                          |
|                                                                                   | Magali Cauchois Lutte ouvrière                                             | 253                       | 0,93                      |                          |                          |
|                                                                                   | Olivier Lemercier Divers (Union populaire républicaine)                    | 237                       | 0,87                      |                          |                          |
|                                                                                   | Marie-Claude Joly Extrême droite (Parti de la France)                      | 190                       | 0,70                      |                          |                          |
| Source : Ministère de l'Intérieur - Huitième circonscription de la Seine-Maritime |                                                                            |                           |                           |                          |                          |

### Élections de 2022
| Résultats des élections législatives des 12 et 19 juin 2022 de la 8e circonscription de Seine-Maritime |                          |                          |                          |              |              |             |             |
| Candidat                                                                                               | Candidat                 | Parti et coalition       | Nuance                   | Premier tour | Premier tour | Second tour | Second tour |
| Candidat                                                                                               | Candidat                 | Parti et coalition       | Nuance                   | Voix         | %            | Voix        | %           |
| | Jean-Paul Lecoq réélu    | PCF (NUPES)              | NUP                      | 12 227       | 48,75        | 15 117      | 65,76       |
| | Wasil Echchenna          | HOR (ENS)                | ENS                      | 6 120        | 24,40        | 7 872       | 34,24       |
| | Isabelle Le Coz          | RN                       | RN                       | 4 636        | 18,48        |             |             |
| | Isabelle Ducoeurjoly     | REC                      | REC                      | 854          | 3,40         |             |             |
| | Joachim Legendre         | PA                       | ECO                      | 553          | 2,20         |             |             |
| | Tony Leprêtre-Pigeon     | LP (UPF)                 | DSV                      | 372          | 1,48         |             |             |
| | Magali Cauchois          | LO                       | DXG                      | 319          | 1,27         |             |             |
| Votes valides                                                                                          | Votes valides            | Votes valides            | Votes valides            | 25 081       | 96,92        | 22 989      | 93,91       |
| Votes blancs                                                                                           | Votes blancs             | Votes blancs             | Votes blancs             | 774          | 2,99         | 1 410       | 5,76        |
| Votes nuls                                                                                             | Votes nuls               | Votes nuls               | Votes nuls               | 24           | 0,09         | 81          | 0,33        |
| Total                                                                                                  | Total                    | Total                    | Total                    | 25 879       | 100          | 24 480      | 100         |
| Abstention                                                                                             | Abstention               | Abstention               | Abstention               | 39 894       | 60,65        | 41 312      | 62,79       |
| Inscrits / participation                                                                               | Inscrits / participation | Inscrits / participation | Inscrits / participation | 65 773       | 39,35        | 65 792      | 37,21       |

### Élections législatives de 2024
| Candidat                 | Candidat                 | Parti et coalition       | Nuance                   | Premier tour | Premier tour | Second tour | Second tour |
| Candidat                 | Candidat                 | Parti et coalition       | Nuance                   | Voix         | %            | Voix        | %           |
| ------------------------ | ------------------------ | ------------------------ | ------------------------ | ------------ | ------------ | ----------- | ----------- |
|                          | Jean-Paul Lecoq réélu    | PCF (NFP)                | UG                       | 16 205       | 42,81        | 23 040      | 63,08       |
|                          | Isabelle Le Coz          | RN                       | RN                       | 11 855       | 31,32        | 13 485      | 36,92       |
|                          | Régis Debons             | HOR (ENS)                | HOR                      | 8 040        | 21,24        |             |             |
|                          | Benoit Naous             | LR (UDC)                 | LR                       | 1 245        | 3,29         |             |             |
|                          | Magali Cauchois          | LO                       | EXG                      | 504          | 1,33         |             |             |
|                          |                          |                          |                          |              |              |             |             |
| Votes valides            | Votes valides            | Votes valides            | Votes valides            | 37 849       | 97,44        | 36 525      | 93,69       |
| Votes blancs             | Votes blancs             | Votes blancs             | Votes blancs             | 955          | 2,46         | 2 373       | 6,09        |
| Votes nuls               | Votes nuls               | Votes nuls               | Votes nuls               | 41           | 0,11         | 86          | 0,22        |
| Total                    | Total                    | Total                    | Total                    | 38 845       | 100          | 38 984      | 100         |
| Abstention               | Abstention               | Abstention               | Abstention               | 25 631       | 39,75        | 25 507      | 39,55       |
| Inscrits / participation | Inscrits / participation | Inscrits / participation | Inscrits / participation | 64 476       | 60,25        | 64 491      | 60,45       |

#### Département de la Seine-Maritime
- La fiche de l'INSEE de cette circonscription : « Tableaux et Analyses de la huitième circonscription de la Seine-Maritime », sur insee.fr, site de l'Institut national de la statistique et des études économiques (consulté le 10 juin 2007) [PDF]

- « Tous les députés du département de la Seine-Maritime depuis 1789 », sur assemblee-nationale.fr, site de l'Assemblée nationale française (consulté le 10 juin 2007)

- « Informations contentieuses sur le département de la Seine-Maritime (Élections législatives de 2012) », sur conseil-constitutionnel.fr, site du Conseil constitutionnel (consulté le 9 septembre 2012)

#### Circonscriptions en France
- « Carte des circonscriptions législatives en France », sur assemblee-nationale.fr, site de l'Assemblée nationale française (consulté le 10 juin 2007)

- « Résultats électoraux officiels en France », sur interieur.gouv.fr, site du ministère de l'Intérieur (France) (consulté le 13 juin 2007)

- Description et Atlas des circonscriptions électorales de France sur http://www.atlaspol.com, Atlaspol, site de cartographie géopolitique, consulté le 13 juin 2007.